# 병무민원상담소
병무민원상담소(兵務民願相談所, Call Center of Military Manpower Administration)는 대한민국 병무청의 소속기관이다. 2002년 3월 25일 발족하였으며, 대전광역시 서구 청사로 189에 위치하고 있다. 소장은 서기관 또는 기술서기관으로 보한다.

## 직무
- 전국 단일전화번호에 의한 전화병무상담서비스 제공
- 인터넷 및 서면으로 접수된 병무관련 문의에 대한 회신
- 전화자동병무상담 및 방문민원인에 대한 병무상담
- 병무상담사례의 데이터베이스 구축
- 그 밖에 병무청장이 지정하는 병무상담에 관한 사항

## 연혁
- 2002년 3월 25일: 병무청 소속으로 병무민원소 설치.[3]

## 조직

### 소장
- 인터넷상담과[4]
- 전화상담과[5]